# Lasse Lundberg
Lasse Lundberg född Lars Evert Lundberg 15 april 1944 i Härnösand, Ångermanland, svensk filmklippare och producent.
Lasse Lundberg har arbetat i filmbranschen hela sitt vuxna liv. Först på ett par filmstudior, sen på Sveriges Radio (televisionen) och senare som delägare i en klipp-, och ljudstudion AB Filmmakarna.
Som hälftenägare i filmbolaget MovieMakers var han med från början. MovieMakers har gjort mer än 100 produktioner, mest drama för TV men också långfilmer, dokumentärer, beställnings-, och reklamfilmer. Lundberg har hela tiden haft huvudansvaret för efterproduktionen och klippt de flesta av produktionerna. Han har också haft andra funktioner; VD, producent, inspelningsledare, 2nd unit regissör, fotograf. Han har även varit gästlärare på Journalisthögskolan, Kalix Folkhögskola, Norska Filmskolen, SVT internutbildning och Kulturama. Han var först i Sverige med att klippa i Avid.

## Producent
- 2008 - All musik har samma historia
- 1999 - Kulturkrock
- 1999 - Gränslandet
- 1998 - Ansikte mot ansikte
- 1994 - Öppna dörrar
- 1991 – Amforans gåta (TV-serie)
- 1990 – Apelsinmannen
- 1988 - Porträtt: Mimi Pollack
- 1988 - Porträtt: Arne Domnérus
- 1988 - Pojken i eken
- 1986 – Räven
- 1986 – Min pappa är Tarzan
- 1985 – Den tragiska historien om Hamlet – prins av Danmark (TV-serie)
- 1982 – Mamma
- 1977 - Daghemmet Rödmyran
- 1976 - Ingen kan dölja solen
- 1972 - Tand i sikte

## Filmografi roller
- 1994 - kalder Katrine
- 1989 - Tre kärlekar
- 1986 - Min pappa är Tarzan
- 1980 - Barna från Blåsjöfjället
- 1980 - Höjdhoppar'n
- 1977 - Svarta Björn
- 1975 - Stumpen
- 1975 - Jorden runt med Fanny Hill
- 1975 – Champagnegalopp (film)
- 1973 – Anita - ur en tonårsflickas dagbok
- 1972 – Kärlek - så gör vi. Brev till Inge och Sten
- 1970 – Mera ur Kärlekens språk